# 環渤海経済圏

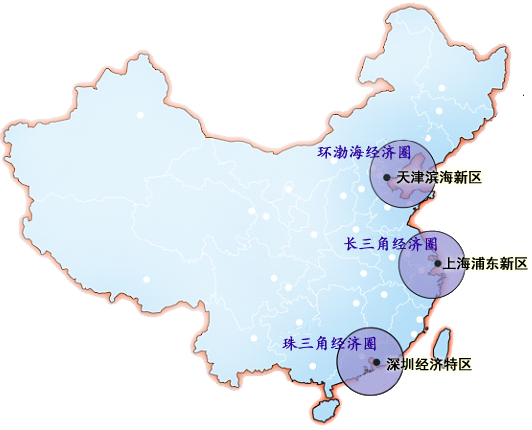
中国の三大経済成長圏

環渤海経済圏（かんぼっかいけいざいけん、中国語: 环渤海经济区）は、中華人民共和国の渤海周辺に形成される経済圏であり、アジアとヨーロッパを結ぶ東部の拠点の1つである。狭義には北京・天津地域、山東半島、遼寧省中南部を指し、広義には内モンゴル自治区中部と山西省をも包含する。この地域の調整機関として環渤海区域合作市長連席会（中国語: 环渤海区域合作市长联席会）が置かれている。
この経済圏は中国東北部、華北、華東にまたがり、瀋陽市、青島市、大連市、煙台市など黄海沿岸の渤海沿岸地域に隣接する都市も経済圏内に含まれる。

## 経済圏を構成する主要都市
- 直轄市：北京市、天津市
- 副省級市（計画単列市）：瀋陽市、済南市、青島市、大連市
- 遼寧省：丹東市、営口市、盤錦市、阜新市、錦州市、葫芦島市、朝陽市
- 河北省：石家荘市、保定市、唐山市、秦皇島市、滄州市、廊坊市、承徳市、張家口市、邯鄲市、邢台市、衡水市
- 山東省：煙台市、濰坊市、威海市、日照市、東営市、浜州市

## 交通

### 航空
- 北京首都国際空港、天津浜海国際空港、瀋陽桃仙国際空港、大連周水子国際空港・大連金州湾国際空港、石家庄正定国際空港、唐山三女河空港（中国語版）、秦皇島山海関空港（中国語版）、邯鄲空港、済南遥墻国際空港、青島流亭国際空港、煙台萊山国際空港、北京南苑空港等

### 港口
- 丹東港（中国語版）、大連港、旅順新港、営口港（中国語版）、秦皇島港、唐山港、天津港（中国語版）、黄カ港（中国語版）、竜口港、煙台港、青島港（中国語版）等

### 鉄道
- 高速鉄道：京津都市間鉄道、津浜都市間鉄道、津秦高速鉄道（中国語版）、膠済高速鉄道（中国語版）、環渤海都市間鉄道（中国語版）、青栄都市間鉄道等
- 普通鉄道：京滬線、膠済線、津山線、藍煙線、膠新線（中国語版）等
- 渤海鉄道フェリー、大連・煙台海底トンネル構想

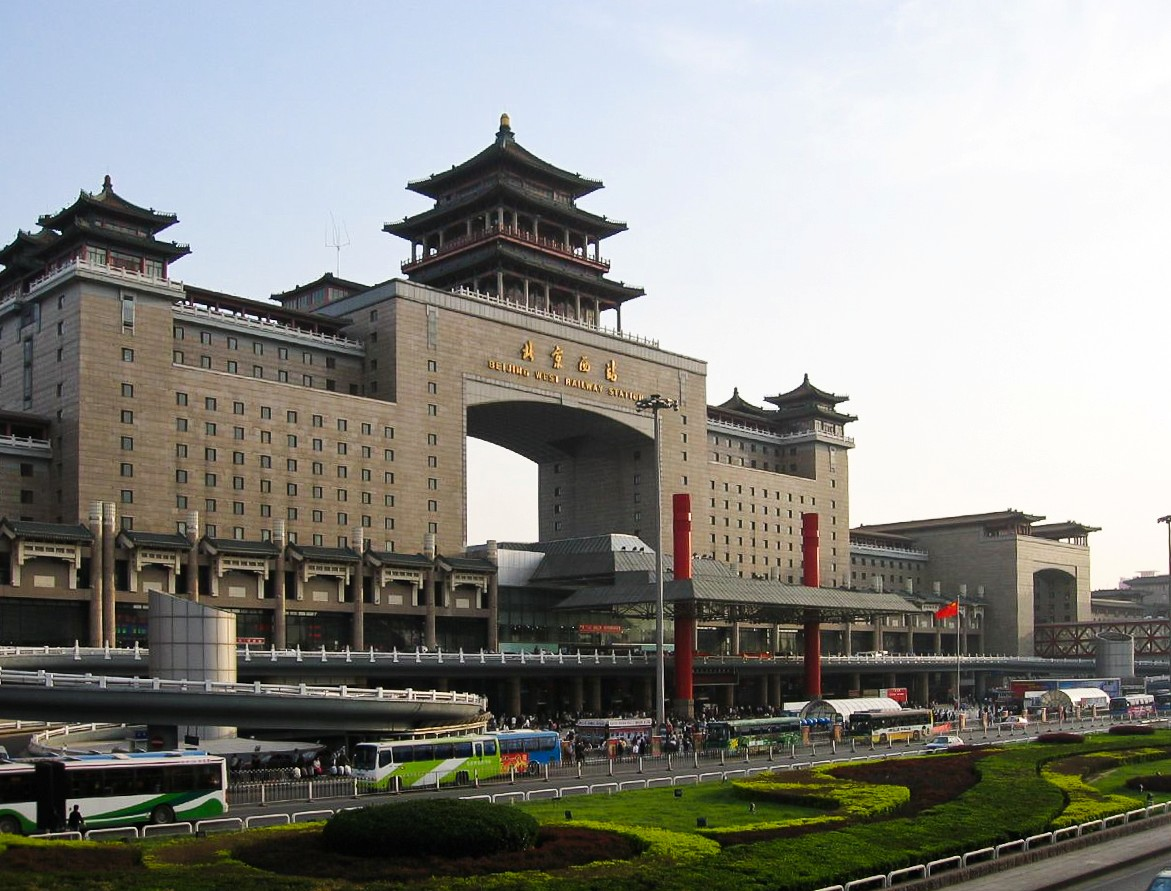
北京西駅商業区
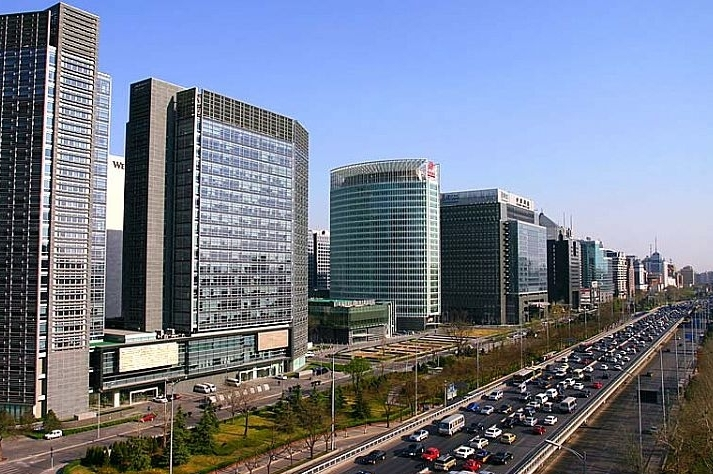
北京金融街
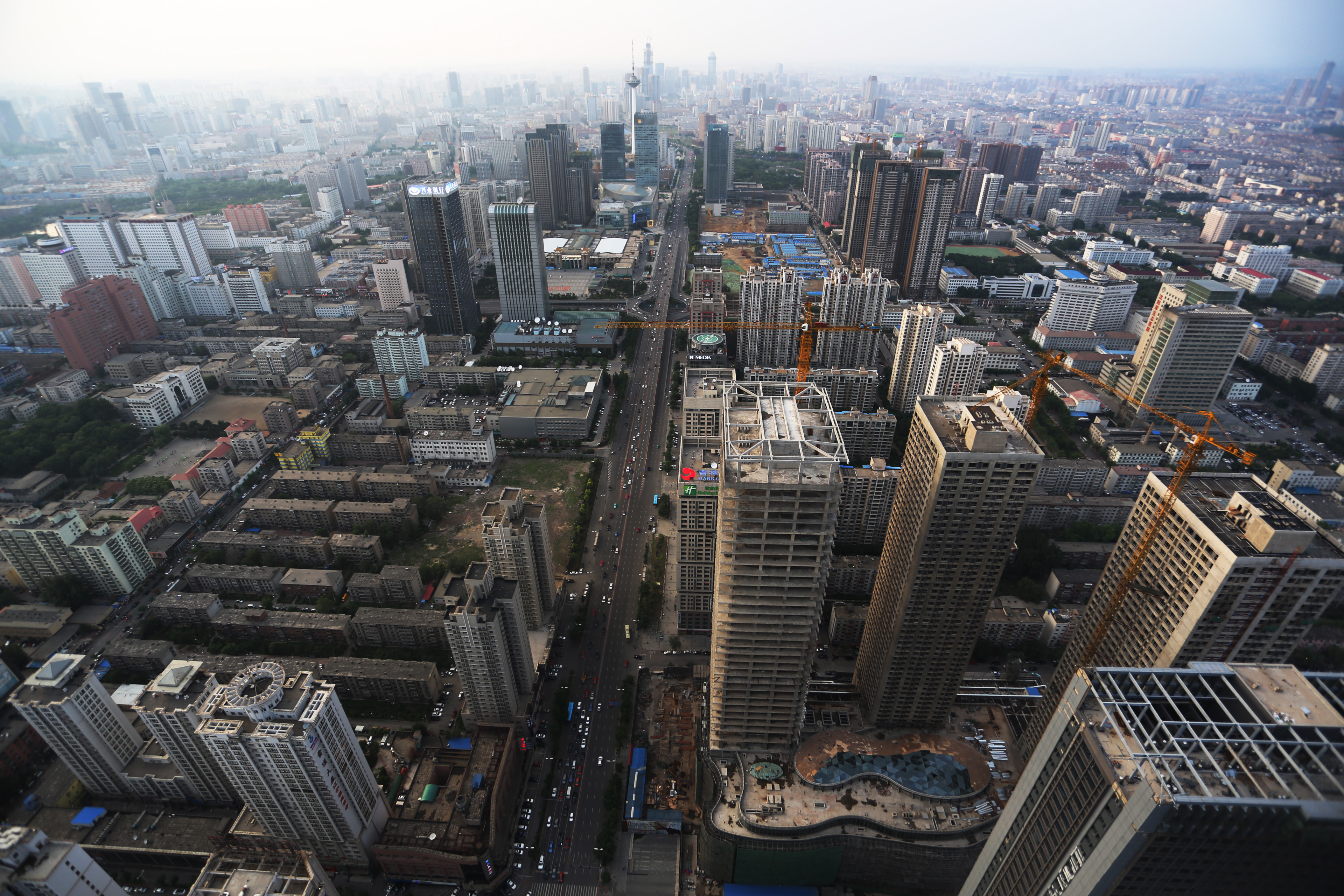
瀋陽青年大街
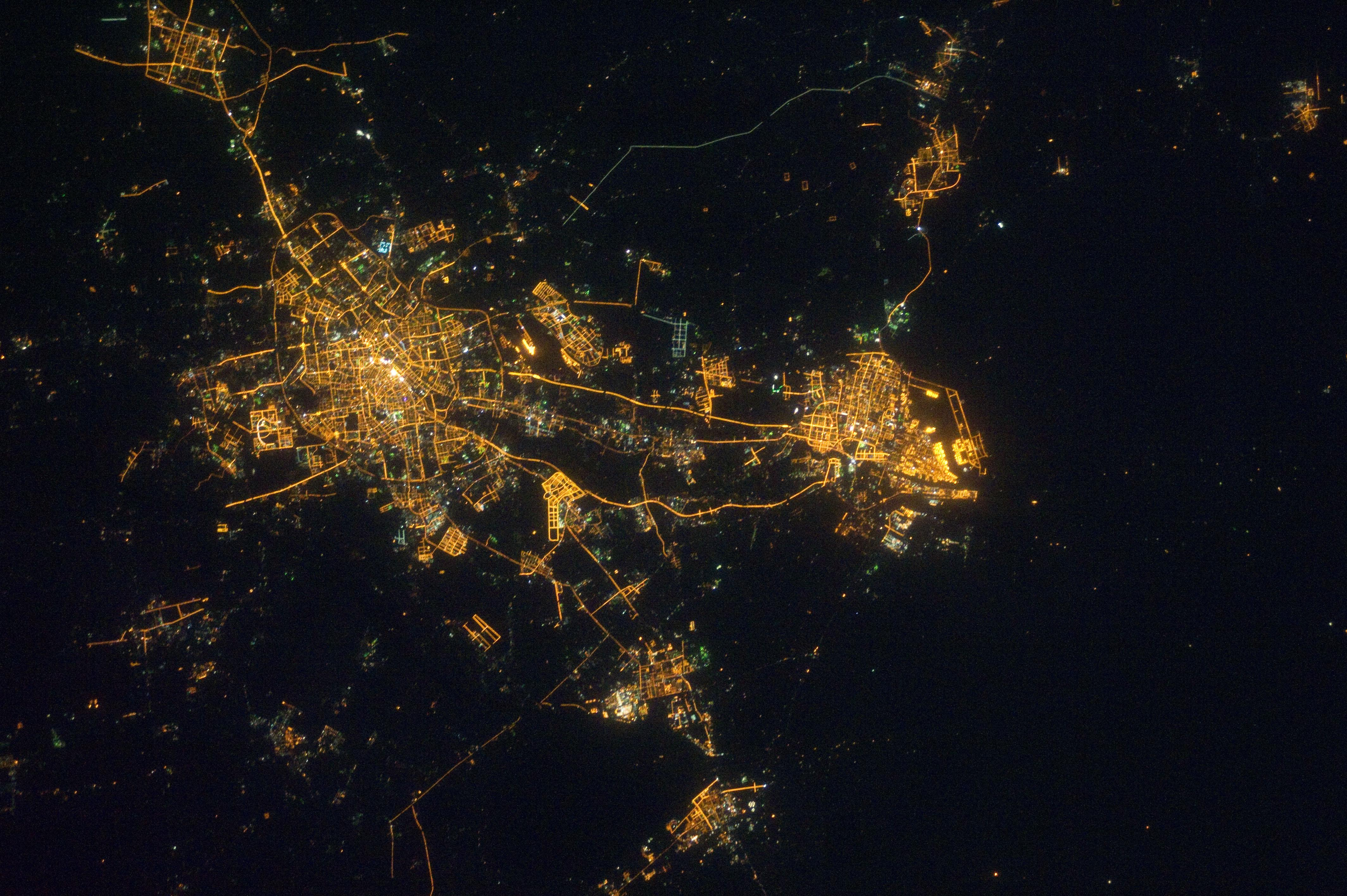
宇宙からみた天津
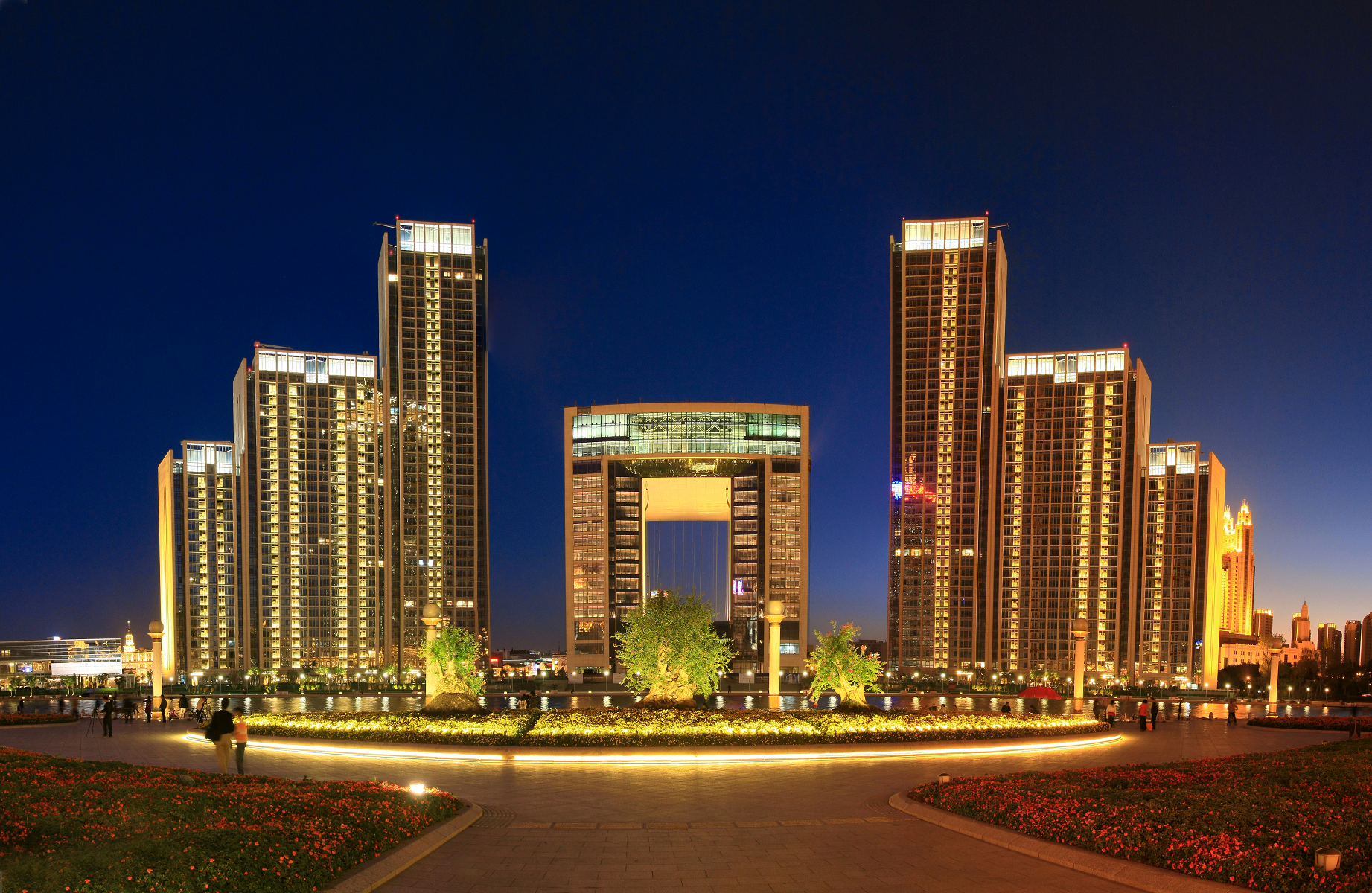
炫彩津門
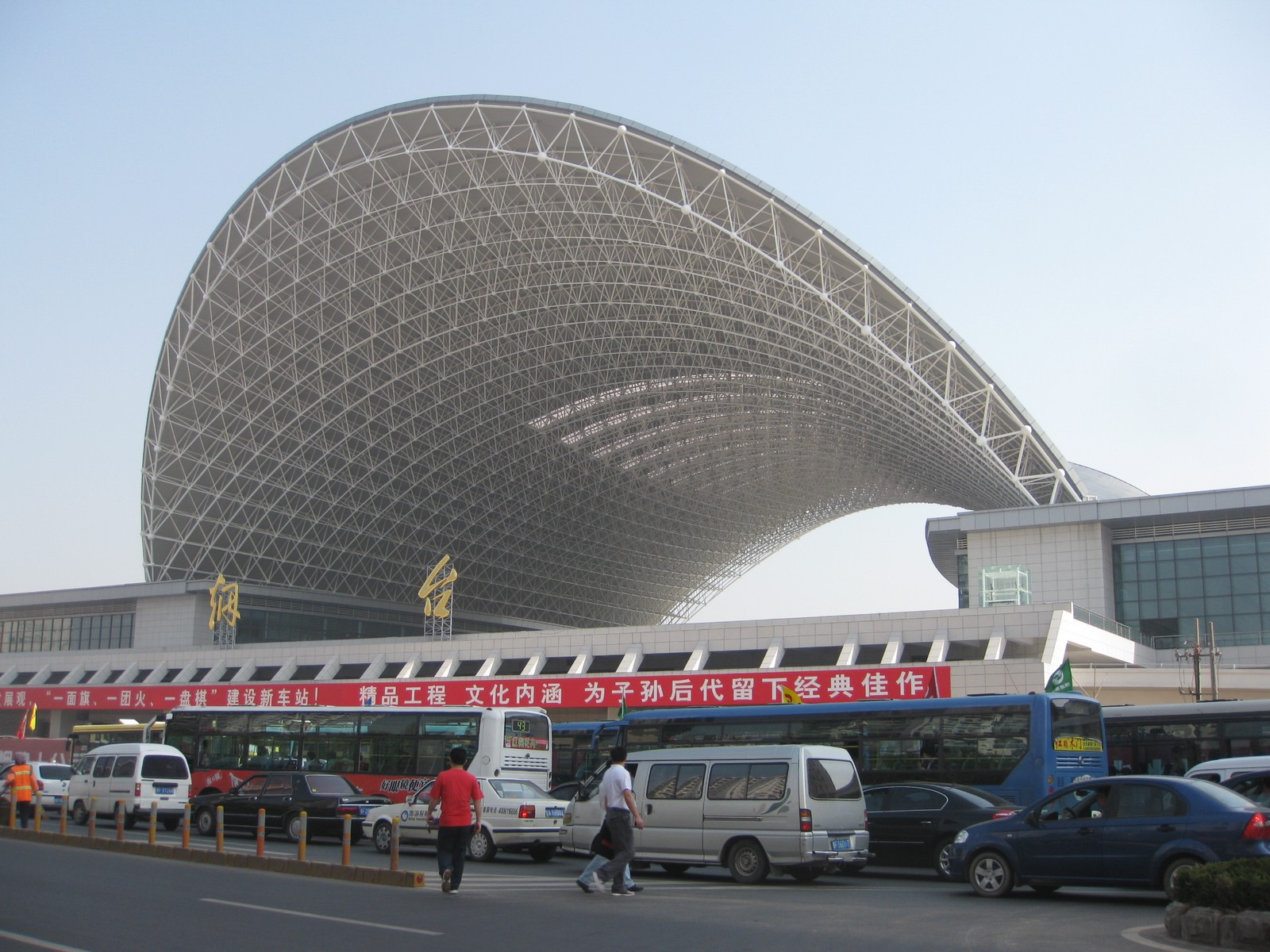
青栄都市間鉄道煙台駅（中国語版）
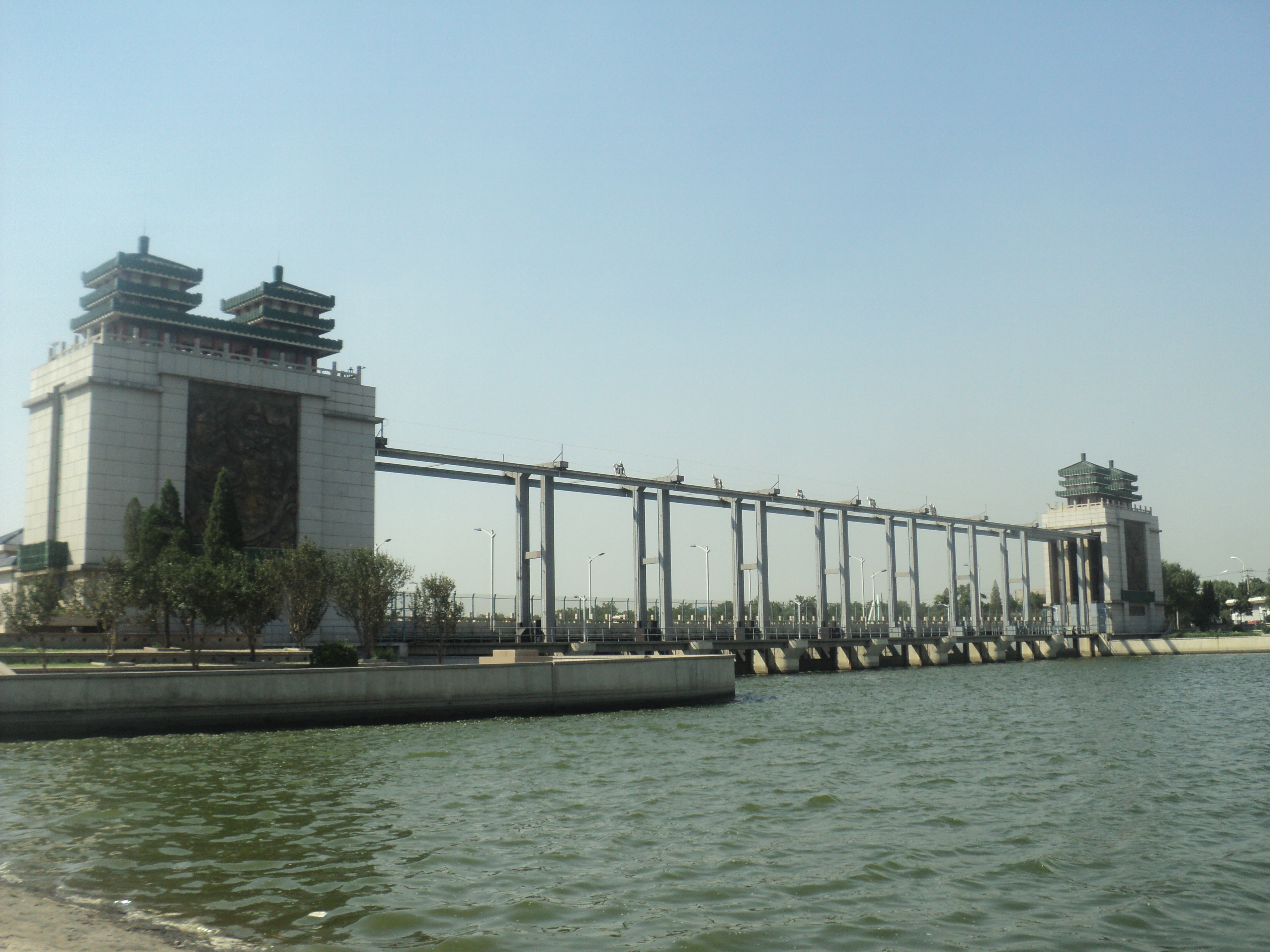
天津港